# Wybory prezydenckie na Białorusi w 2001 roku
Wybory prezydenckie na Białorusi w 2001 roku – przeprowadzone 9 września 2001 roku drugie wybory prezydenckie w historii Republiki Białorusi. Zwycięzcą ogłoszony został urzędujący prezydent Alaksandr Łukaszenka. Wybory uznane zostały za niedemokratyczne i nieuczciwe przez OBWE, Unię Europejską i Stany Zjednoczone, jak również przez większość białoruskiej opozycji.
Wybory poprzedzone zostały wieloma represjami wobec opozycji oraz niezależnych obserwatorów. Do  biur i mieszkań opozycjonistów wkroczyli funkcjonariusze służb specjalnych, aresztowano działaczy oraz konfiskowano sprzęt. Opozycyjnym kandydatom blokowano  możliwość spotykania się z wyborcami. Na wiece wyznaczano  sale  na  obrzeżach  miast,  zniechęcano  ludzi  do  uczestnictwa  w spotkaniach. Główny kandydat opozycji Uładzimir Hanczaryk zdobył według oficjalnych danych CKW 15,65% głosów. Po wyborach białoruska opozycja wyszła na ulice w liczbie koło 5-10 tysięcy ludzi, by protestować przeciw sfałszowaniu wyborów prezydenckich. Po protestach nastąpiły aresztowania członków opozycji.
| Imię i nazwisko       | % głosów |
| --------------------- | -------- |
| Alaksandr Łukaszenka  | 75,65%   |
| Uładzimir Hanczaryk   | 15,65%   |
| Siarhiej Hajdukiewicz | 2,48%    |